# Мятеж Роберта Куртгёза

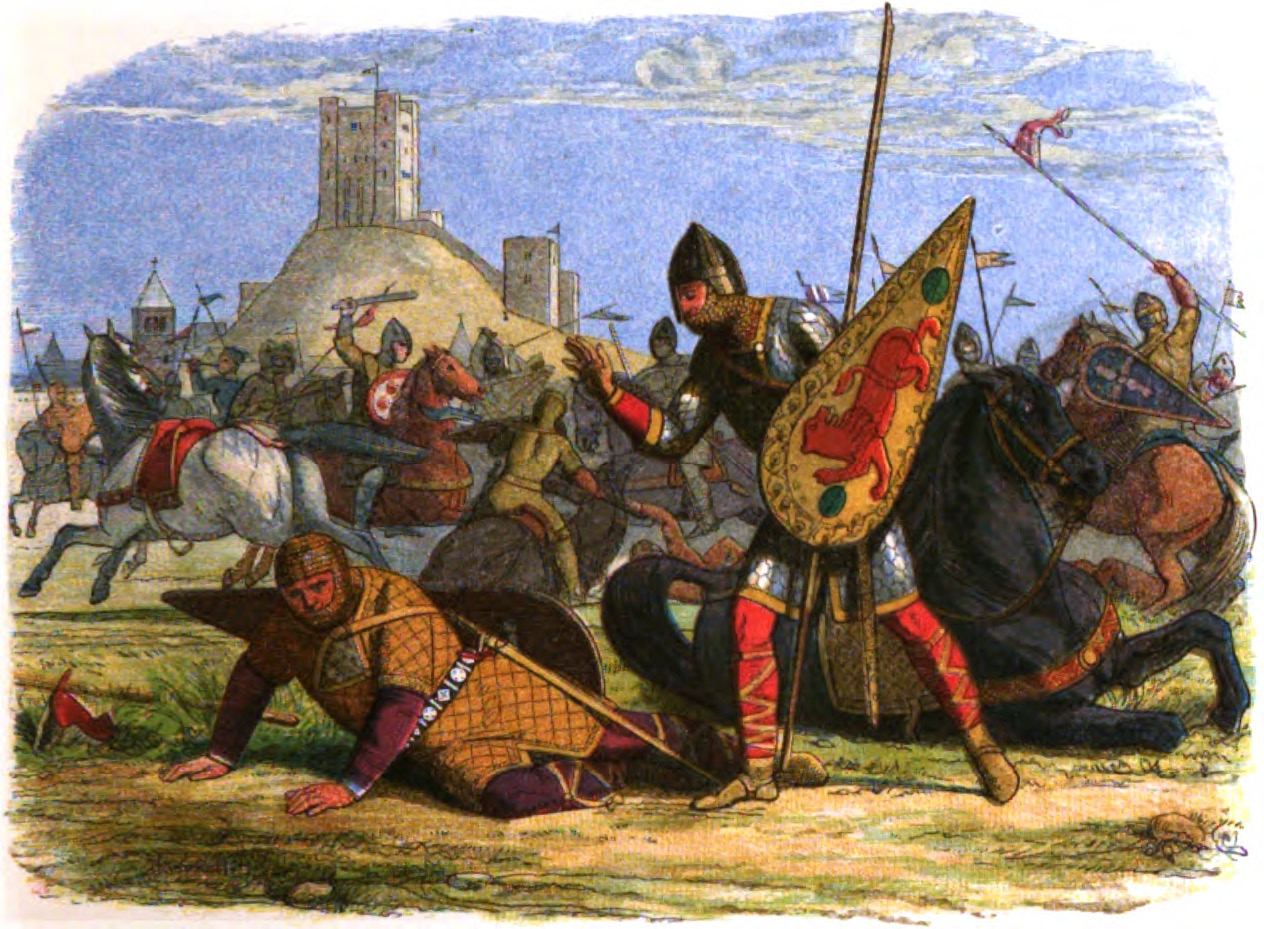
Роберт Куртгёз ранит своего отца. Гравюра Эдмунда Эванса по картине Джеймса Дойла

Мятеж Роберта Куртгёза 1077—1079 годов — попытка Роберта Куртгёза, сына Вильгельма Завоевателя, захватить власть в Нормандии.

## Начало мятежа
Роберт Куртгёз, старший сын Вильгельма Завоевателя, в 1066 году был объявлен наследником герцогства Нормандского; в 1073 году Вильгельм дал ему титул графа Мэнского, но реальной власти Роберт не получил, оставаясь номинальным правителем. Вильгельм в документах именовал себя «государем жителей Мэна», игнорируя своего сына. Роберт был недоволен своим положением, и требовал предоставить ему управление Нормандией и Мэном, на что Вильгельм не соглашался. Приятели Роберта из числа молодых нормандских аристократов, принадлежавших к знатнейшим семьям, также побуждали его к неповиновению. В конце 1077 или начале 1078 года, когда Вильгельм готовился к походу на Корбонне против Ротру II дю Перша и остановился в Л’Эгле, между его сыновьями произошла ссора. Младшие братья окатили Роберта водой, тот в гневе бросился на них и завязалась драка, которую Вильгельму с трудом удалось прекратить.
Роберт с группой сторонников тайно покинул Л’Эгль и направился в Руан, где попытался захватить герцогский замок. Дворецкий Вильгельма Рожер д'Иври отразил нападение и сообщил Вильгельму, после чего Роберту пришлось бежать из Нормандии. Король приказал схватить сторонников Роберта, но многим из них также удалось бежать. По-видимому, их возглавлял Роберт де Беллем. Среди мятежников были Рауль де Тосни, сеньор Конша, сын Рожера I де Тосни, Иво и Обри де Гранмеснили, сыновья Гуго де Гранмесниля, и Аймерик де Виллере. Ордерик Виталий также называет в их числе Гильома де Бретея, Рожера де Бьенфета, Роберта де Моубрея, Гильома де Мулена и Гильома де Рюпьера.
Роберт де Беллем привлек на сторону мятежников своего зятя Гуго де Шатонёфа, предоставившего беглецам свои замки в Перше: Шатонёф-ан-Тимере, Сорель и Ремарлад. Вильгельм Завоеватель примирился с Ротру II, который был сеньором Гуго де Шатонёфа, и, присоединив его войска к своим, осадил мятежников в Ремарладе. Чем закончилась эта операция, неизвестно. Источники сообщают, что Аймерик де Виллере был убит, а его сын подчинился Вильгельму.

## Бегство во Фландрию
Не сумев удержаться в Перше, Роберт бежал во Фландрию, к своему дяде графу Роберту Фризскому. Согласно Англосаксонской хронике и Ордерику Виталию, он пытался заручиться помощью Удо фон Нелленбурга, архиепископа Трирского. Несколько месяцев Роберт со спутниками вел разгульную жизнь при дворах рейнских сеньоров. Это требовало немалых средств, и принц влез в долги. Его мать королева Матильда тайно посылала ему деньги из королевской казны, хранившейся в замках Кана и Фалеза. Король был сильно разгневан, узнав об этом, и намеревался сорвать злость на связном, с помощью которого переправлялись средства, некоем бретонце Самсоне. Вильгельм приказал выколоть ему глаза, но королева помогла Самсону бежать, и он постригся в монахи в Сент-Эвруле.

## Осада Жерберуа
Затем Роберту удалось заручиться поддержкой французского короля Филиппа I, надеявшегося с помощью мятежников отделить Нормандию от Англии. Филипп предоставил Роберту замок Жерберуа в Бовези, на границе с Нормандией. Собрав в этом замке отряд французских авантюристов и нормандских перебежчиков, Роберт начал набеги на территорию герцогства.
В декабре 1078 года Вильгельм собрал значительное войско и выступил против сына. Вскоре после Рождества он осадил Жерберуа. Через три недели после начала осады мятежники устроили крупную вылазку, и под стенами крепости произошло ожесточенное сражение. Вильгельм был сброшен с коня и получил ранение в руку. По словам ряда хронистов, король был побежден в поединке своим сыном, который либо пытался убить отца, либо наоборот, признал его только по голосу, помог подняться и покинуть поле сражения. По другой версии, Вильгельм был ранен стрелой, пущенной со стены замка, а затем его закрыл своим телом воин-англосакс Токи, сын Вигота, который принял на себя смертельный выстрел.
Англо-нормандское войско было разбито и бежало с поля сражения. Вильгельм Рыжий также был ранен. Поражение было сравнимо с тем, что Вильгельм потерпел в 1076 году под стенами Доля, а моральный ущерб для английского короля был ещё большим. По словам Вильяма Мэлмсберийского, это было самое сильное унижение для английского короля за все время его военной деятельности.
Позиция французского короля в этом деле не вполне ясна. С одной стороны, он поддерживал Роберта, и, возможно, даже послал ему на помощь своих рыцарей, с другой, известно, что в феврале 1079 года он прибыл в лагерь Вильгельма под Жерберуа, вероятно, с целью добиться примирения. Предполагается, что английский король привлек его на свою сторону крупной суммой денег и отказом от претензий на Французский Вексен.

## Примирение
Вильгельм вернулся в Руан, где начались переговоры. Посредниками выступили влиятельные аристократы Рожер де Монтгомери, Гуго де Гурне, Гуго де Гранмесниль и Рожер де Бомон с сыновьями Робертом и Генрихом. Помилования Роберта добивалась королева Матильда, а также послы короля Франции. По словам Ордерика Виталия, Вильгельм сначала возмущался, заявлял, что со времен Роллона ни один сын не поднимал оружия против отца, сравнивал Роберта с Авессаломом и упрекал в том, что он повел на Нормандию войско иностранцев, набранных в Иль-де-Франсе, Анжу и даже в Аквитании. Затем он все же согласился простить сына, вернуть ему владения и признать наследником.
К весне 1080 года Роберт примирился с отцом, и осенью того же года участвовал в шотландском походе. Через некоторое время отношения опять испортились, и с 1083 года Роберт перестает упоминаться в королевских актах. Он снова отправился в странствия по европейским дворам, а затем обосновался рядом с нормандской границей во владениях тестя Роберта де Беллема Ги I де Понтье.